# Giuliano Pez
Giuliano Pez (Porpetto, 5 ottobre 1940) è un ex calciatore italiano, di ruolo difensore.

## Carriera
Debutta tra i dilettanti con la Sangiorgina e nel 1962 passa alla Triestina, dove disputa tre campionati di Serie B per un totale di 64 presenze tra i cadetti, prima della retrocessione degli alabardati in Serie C avvenuta nel 1965.
Dopo il 1966 la sua carriera prosegue sui campi della Serie C con le maglie di Avellino e Rapallo.